# Liste des titres musicaux numéro un au classement radio en France en 2023
Cette page liste les titres musicaux numéro un au classement radio en France pour l'année 2023 selon le Syndicat national de l'édition phonographique (SNEP). Ce classement est établi par Yacast en partenariat avec le SNEP, d'après les diffusions radiophoniques de titres sur un panel de plus d'une centaine de radios françaises (musicales ou généralistes, nationales ou régionales).

## Classement des titres les plus diffusés par semaine
| №  | Date          | Artiste                               | Titre             | Réf.   |
| -- | ------------- | ------------------------------------- | ----------------- | ------ |
| 1  | 6 janvier     | Rosa Linn                             | Snap              | [ 1 ]  |
| 2  | 13 janvier    | Rosa Linn                             | Snap              | [ 2 ]  |
| 3  | 20 janvier    | Lil Nas X                             | Star Walkin' (en) | [ 3 ]  |
| 4  | 27 janvier    | Metro Boomin, The Weeknd et 21 Savage | Creepin' (en)     | [ 4 ]  |
| 5  | 3 février     | Metro Boomin, The Weeknd et 21 Savage | Creepin' (en)     | [ 5 ]  |
| 6  | 10 février    | Metro Boomin, The Weeknd et 21 Savage | Creepin' (en)     | [ 6 ]  |
| 7  | 17 février    | Miley Cyrus                           | Flowers           | [ 7 ]  |
| 8  | 24 février    | Miley Cyrus                           | Flowers           | [ 8 ]  |
| 9  | 3 mars        | Miley Cyrus                           | Flowers           | [ 9 ]  |
| 10 | 10 mars       | Miley Cyrus                           | Flowers           | [ 10 ] |
| 11 | 17 mars       | Miley Cyrus                           | Flowers           | [ 11 ] |
| 12 | 24 mars       | Miley Cyrus                           | Flowers           | [ 12 ] |
| 13 | 31 mars       | Miley Cyrus                           | Flowers           | [ 13 ] |
| 14 | 7 avril       | Miley Cyrus                           | Flowers           | [ 14 ] |
| 15 | 14 avril      | Miley Cyrus                           | Flowers           | [ 15 ] |
| 16 | 21 avril      | Miley Cyrus                           | Flowers           | [ 16 ] |
| 17 | 28 avril      | Miley Cyrus                           | Flowers           | [ 17 ] |
| 18 | 5 mai         | Miley Cyrus                           | Flowers           | [ 18 ] |
| 19 | 12 mai        | Miley Cyrus                           | Flowers           | [ 19 ] |
| 20 | 19 mai        | Ed Sheeran                            | Eyes Closed       | [ 20 ] |
| 21 | 26 mai        | Ed Sheeran                            | Eyes Closed       | [ 21 ] |
| 22 | 2 juin        | Ed Sheeran                            | Eyes Closed       | [ 22 ] |
| 23 | 9 juin        | Ed Sheeran                            | Eyes Closed       | [ 23 ] |
| 24 | 16 juin       | Ed Sheeran                            | Eyes Closed       | [ 24 ] |
| 25 | 23 juin       | Imagine Dragons                       | Waves             | [ 25 ] |
| 26 | 30 juin       | Imagine Dragons                       | Waves             | [ 26 ] |
| 27 | 7 juillet     | P!nk                                  | Trustfall         | [ 27 ] |
| 28 | 14 juillet    | P!nk                                  | Trustfall         | [ 28 ] |
| 29 | 21 juillet    | P!nk                                  | Trustfall         | [ 29 ] |
| 30 | 28 juillet    | Imagine Dragons                       | Waves             | [ 30 ] |
| 31 | 4 août        | Loreen                                | Tattoo            | [ 31 ] |
| 32 | 11 août       | Loreen                                | Tattoo            | [ 32 ] |
| 33 | 18 août       | Loreen                                | Tattoo            | [ 33 ] |
| 34 | 25 août       | Loreen                                | Tattoo            | [ 34 ] |
| 35 | 1er septembre | David Kushner (en)                    | Daylight (en)     | [ 35 ] |
| 36 | 8 septembre   | Loreen                                | Tattoo            | [ 36 ] |
| 37 | 15 septembre  | Loreen                                | Tattoo            | [ 37 ] |
| 38 | 22 septembre  | OneRepublic                           | Runaway           | [ 38 ] |
| 39 | 29 septembre  | Dua Lipa                              | Dance the Night   | [ 39 ] |
| 40 | 6 octobre     | OneRepublic                           | Runaway           | [ 40 ] |
| 41 | 13 octobre    | Loreen                                | Tattoo            | [ 41 ] |
| 42 | 20 octobre    | Loreen                                | Tattoo            | [ 42 ] |
| 43 | 27 octobre    | Sia                                   | Gimme Love (en)   | [ 43 ] |
| 44 | 3 novembre    | Sia                                   | Gimme Love (en)   | [ 44 ] |
| 45 | 10 novembre   | Sia                                   | Gimme Love (en)   | [ 45 ] |
| 46 | 17 novembre   | Sia                                   | Gimme Love (en)   | [ 46 ] |
| 47 | 24 novembre   | Sia                                   | Gimme Love (en)   | [ 47 ] |
| 48 | 1er décembre  | Sia                                   | Gimme Love (en)   | [ 48 ] |
| 49 | 8 décembre    | Sia                                   | Gimme Love (en)   | [ 49 ] |
| 50 | 15 décembre   | Sia                                   | Gimme Love (en)   | [ 50 ] |
| 51 | 22 décembre   | Sia                                   | Gimme Love (en)   | [ 51 ] |
| 52 | 29 décembre   | Sia                                   | Gimme Love (en)   | [ 52 ] |

## Classement des titres les plus diffusés de l'année
Voici la liste des titres les plus diffusés lors de l'année 2023.
| No | Artiste                               | Titre                        |
| -- | ------------------------------------- | ---------------------------- |
| 1  | Miley Cyrus                           | Flowers                      |
| 2  | Metro Boomin, The Weeknd et 21 Savage | Creepin' (en)                |
| 3  | Benson Boone et Philippine Lavrey     | In the Stars (en)            |
| 4  | Loreen                                | Tattoo                       |
| 5  | Imagine Dragons                       | Waves                        |
| 6  | Måneskin                              | The Loneliest                |
| 7  | Lizzo                                 | 2 Be Loved (Am I Ready) (en) |
| 8  | Ed Sheeran                            | Eyes Closed                  |
| 9  | P!nk                                  | Trustfall                    |
| 10 | Louane                                | Secret                       |
| 11 | Måneskin                              | Baby Said (en)               |
| 12 | Nuit Incolore                         | Dépassé                      |
| 13 | Louane                                | Pardonne-moi                 |
| 14 | Linkin Park                           | Lost (en)                    |
| 15 | Slimane et Claudio Capéo              | Chez toi                     |
| 16 | David Kushner (en)                    | Daylight (en)                |
| 17 | Kendji Girac et Vianney               | Le Feu                       |
| 18 | Dua Lipa                              | Dance the Night              |
| 19 | Rosalía et Rauw Alejandro             | Beso (en)                    |
| 20 | OneRepublic                           | Runaway                      |

## Chronologie
- Liste des titres musicaux numéro un au classement radio en France en 2022